# Circuit Pirita-Kose-Kloostrimetsa
Le circuit Pirita-Kose-Kloostrimetsa (en estonien : Pirita-Kose-Kloostrimetsa ringrada) est un circuit automobile temporaire dans le quartier de Kloostrimetsa de Pirita à Tallinn en Estonie,,.

## Présentation
Le circuit traverse les quartiers de Pirita, Kose et Kloostrimetsa et comprend des sections des rues suivantes : tee Pirita, tee Rummu, tee Kose, tee Lükati, tee Kloostrimetsa et tee Merivälja. 
Le circuit traverse la rivière Pirita à deux reprises, traversant le pont Pirita et le pont Lükati. 
La longueur du circuit est de 6 kilomètres, et il compte 21 virages.
On y organisait le grand Prix automobile d'Estonie.

## Galerie

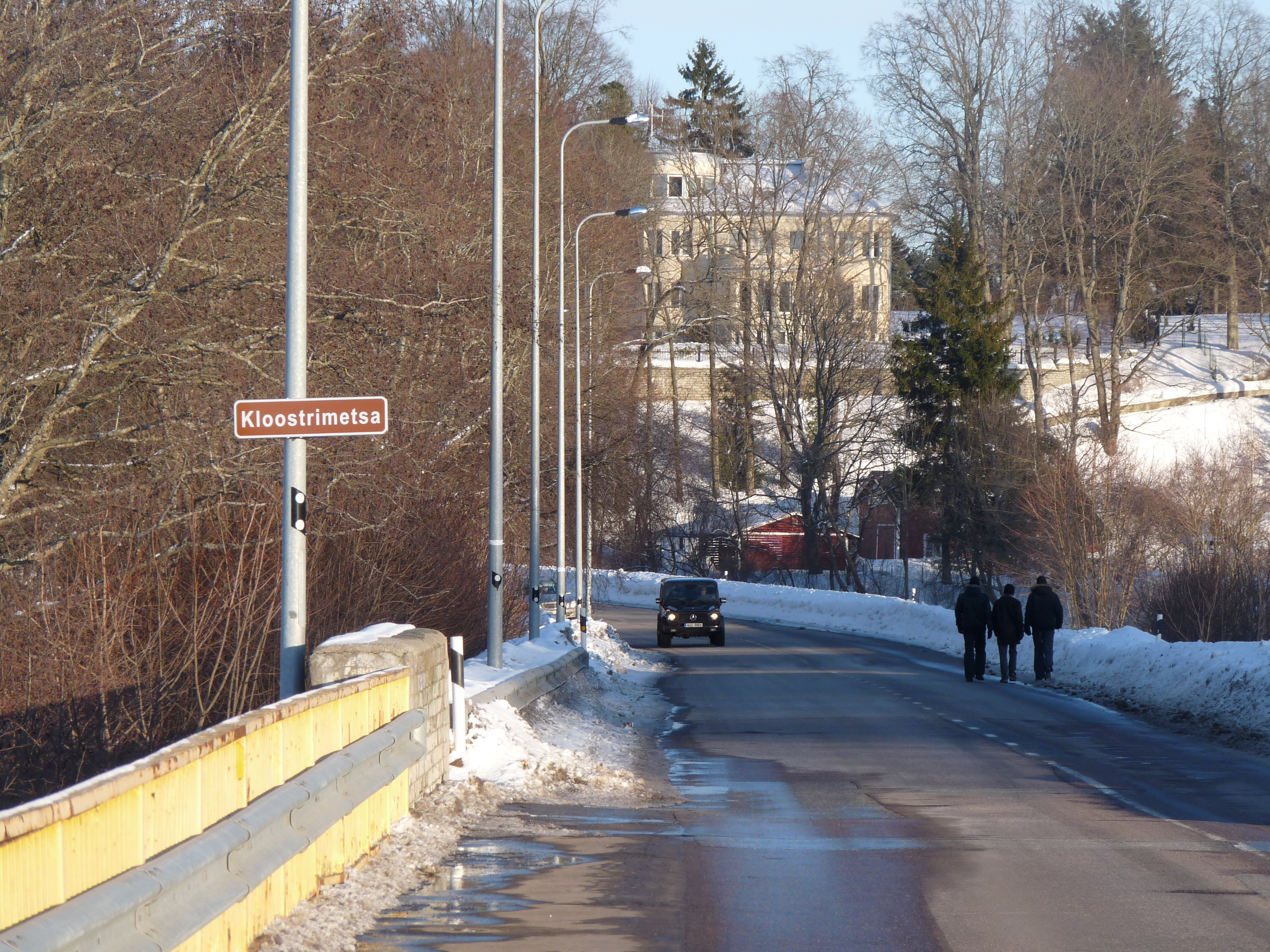
Pont de Lükati.
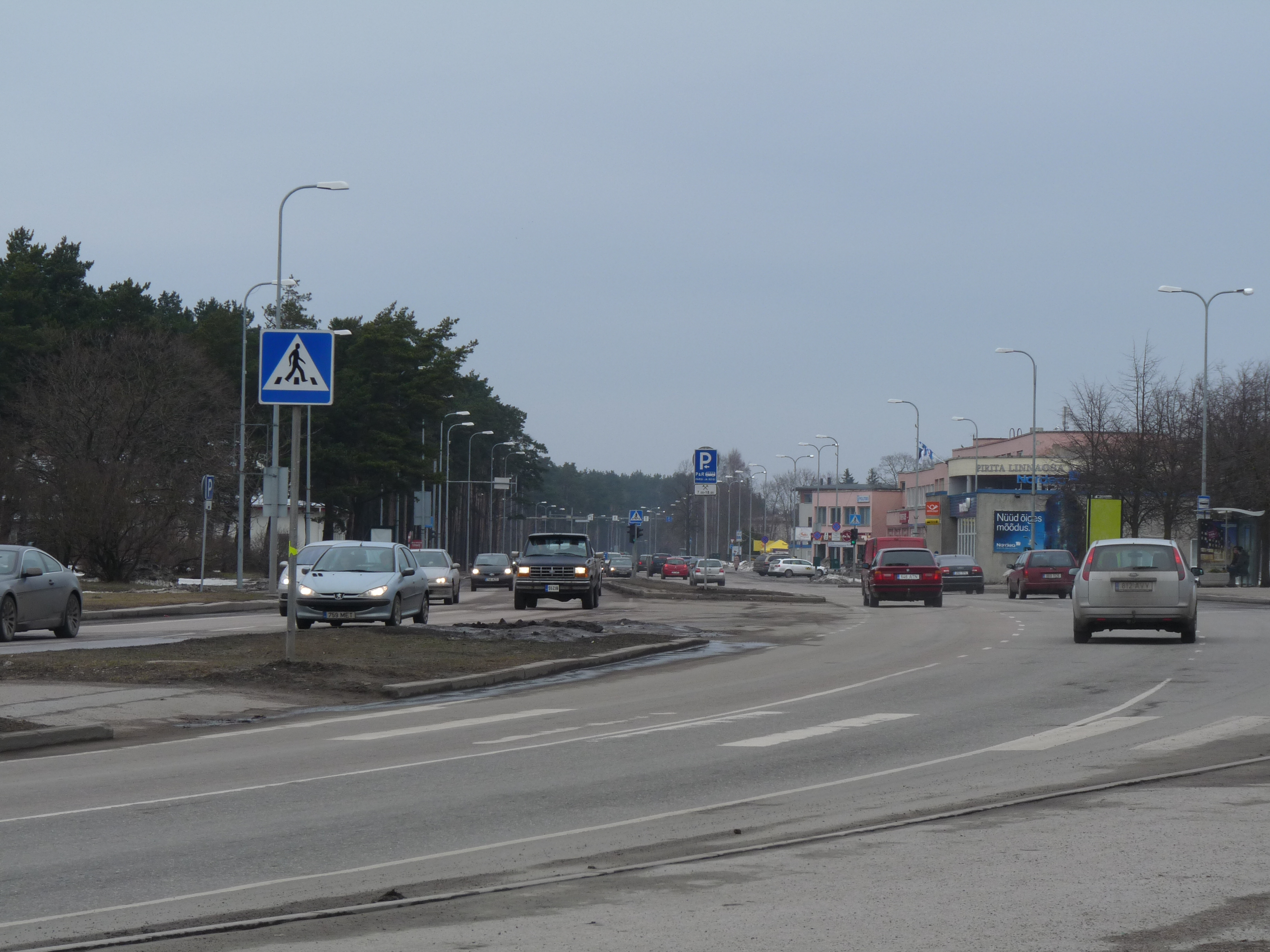
À Pirita.
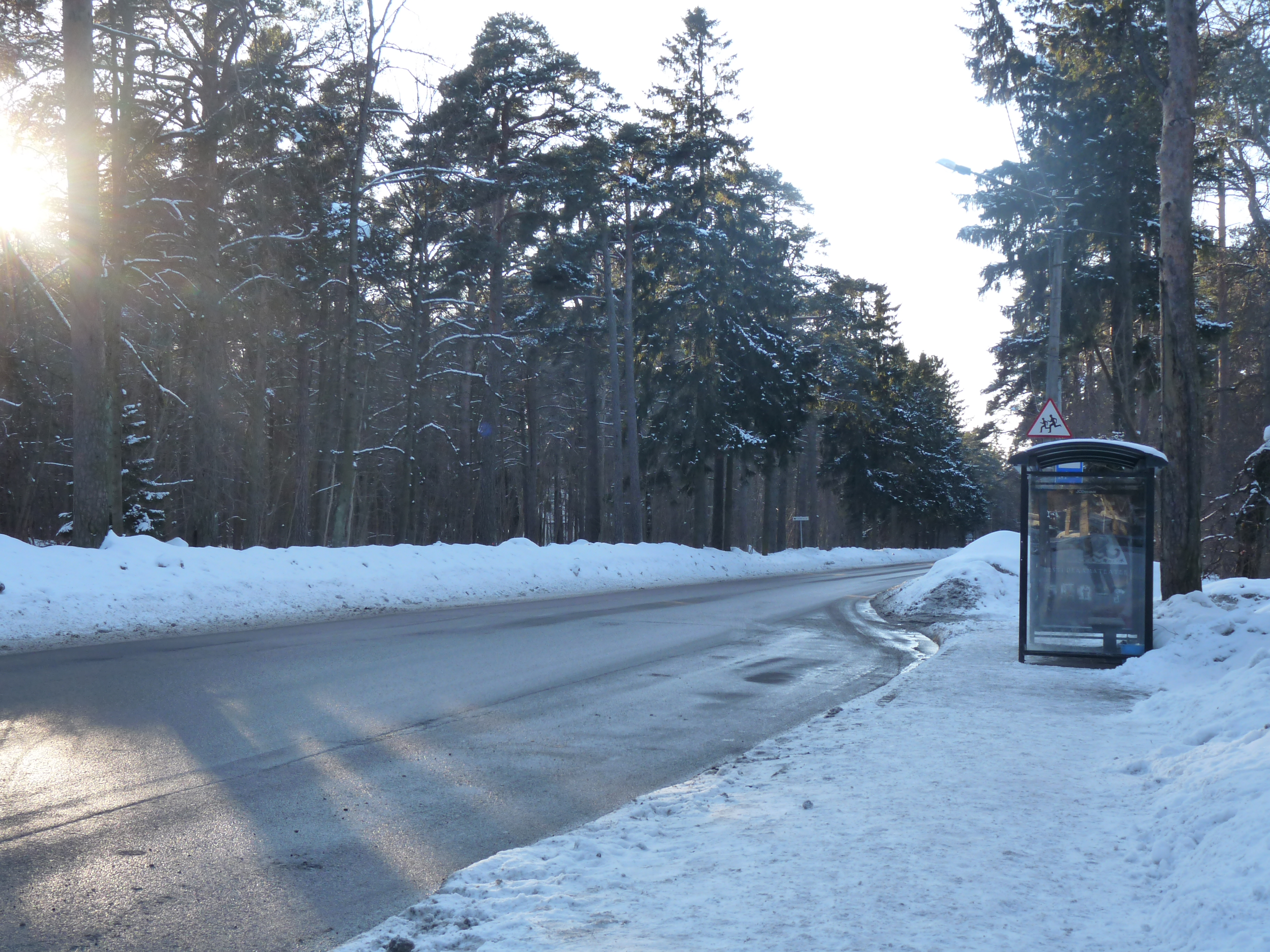
À Kose.
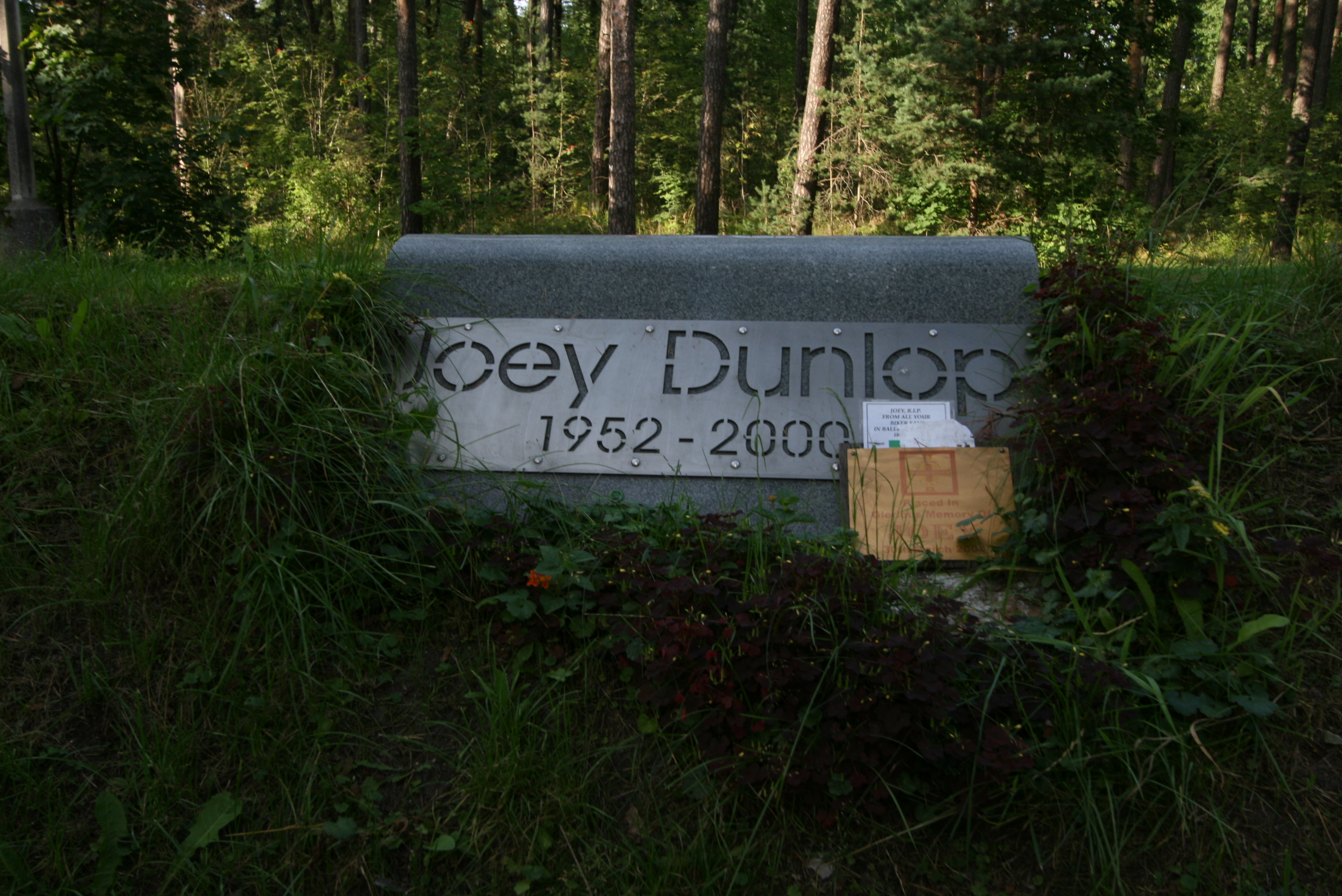
Mémorial à Joey Dunlop.